# کوراوران
کوراوران، روستایی در دهستان هیدوچ بخش هیدوچ شهرستان سیب و سوران در استان سیستان و بلوچستان ایران است.

## جمعیت
بر پایه سرشماری عمومی نفوس و مسکن در سال ۱۳۹۵، جمعیت این روستا برابر با ۱۸۱ نفر (۵۳ خانوار) بوده‌است.